# Daniel Friedrich Gottlob Teichert
Daniel Friedrich Gottlob Teichert (* 1. Februar 1796 in Berlin; † 21. September 1853 ebenda) war ein preußischer Offizier und gewählter Abgeordneter in der Deutschen Nationalversammlung zu Frankfurt am Main 1848/1849. Dort führte er den Begriff Bundeswehr als Bezeichnung einer Volkswehr ein, die sich aus den vereinigten Bürgerwehren einzelner Staaten des Deutschen Bundes zusammensetzen sollte. Gut hundert Jahre später wurde dieser Begriff für die Benennung der Bundeswehr verwandt.

## Leben
Teichert wurde als zweiter Sohn des Berlin-Luisenstädter Essigfabrikanten Johann August Friedrich Teichert (1767–1832) und seiner Frau Charlotte Louise, geb. Krause (1767–1831), geboren. Im Jahr 1813 meldete er sich freiwillig, um als Angehöriger der preußischen Armee in den Befreiungskriegen gegen das Französische Kaiserreich zu kämpfen. Als Offizier der Artillerie nahm er an den Schlachten bei Großgörschen, Bautzen, Leipzig und Reims teil. Dafür verlieh ihm der preußische König Friedrich Wilhelm III. das Eiserne Kreuz. Nach den Befreiungskriegen erhielt Teichert mehrere Truppenkommandos. Infolge eines Zwischenfalls im Frühjahr 1822, als er zur Aufstellung einer Büste des Königs in der Offizierskantine keine Spende beitragen wollte, wurde er strafversetzt. Im Range eines Hauptmanns heiratete er Emilie (1800–1853), die Tochter des verstorbenen Mathematikers Johann Philipp Hobert (1758–1826). Aufgrund seiner Bildung und pädagogischen Fähigkeiten wurde Teichert 1846 zum Lehrer an der Vereinigten Artillerie- und Ingenieurschule zu Berlin ernannt, wo bereits sein Schwiegervater gewirkt hatte. Gleichzeitig wurde er Mitglied der Königlichen Artillerieprüfungskommission. In diesen Funktionen bekleidete er den militärischen Rang eines Majors.
Die demokratische Prägung seines Elternhauses, sein politisches Interesse und seine Kontakte zu liberalen Kreisen innerhalb des preußischen Militärs veranlassten ihn im Zuge der Deutschen Revolution, als Volksvertreter des Brandenburger Wahlbezirks Dorotheenstadt (Dorotheenstädtischer Kirchbezirk) für die Frankfurter Nationalversammlung zu kandidieren. Bei dieser Wahl wurde er am 10. Mai 1848 mit 59 von 109 Stimmen gewählt. Politisch gehörte Teichert zur Casino-Fraktion, die für den angestrebten deutschen Nationalstaat die Staatsform einer konstitutionellen Monarchie befürwortete. Seine politische Arbeit konzentrierte Teichert auf den Ausschuss für die Marine, wo er im Zusammenhang der Aufstellung einer Reichsflotte und der Besichtigung dafür geeigneter Hafenplätze eine besondere Rolle spielte, sowie auf den Ausschuss für Volksbewaffnung und Heerwesen.

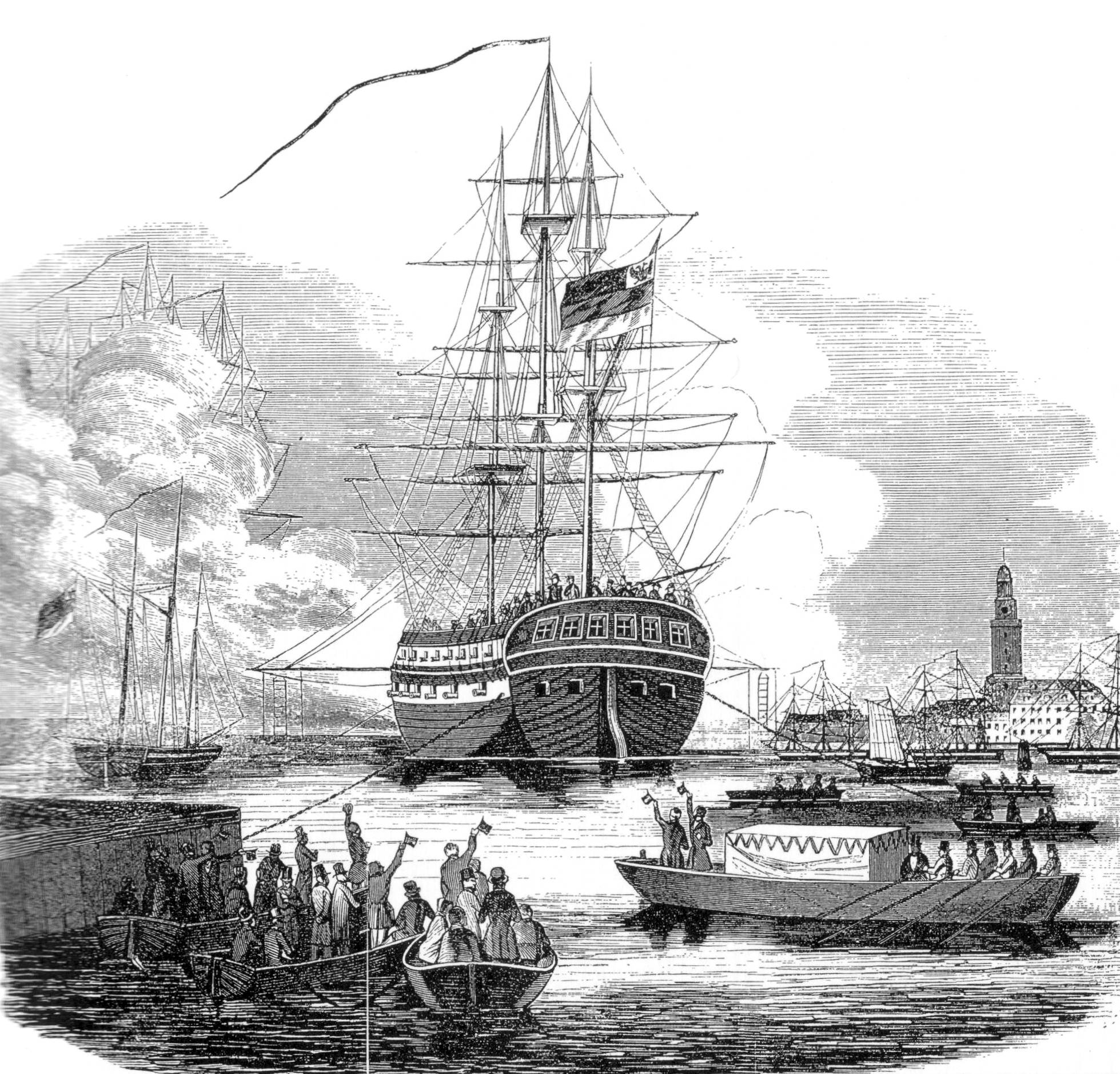
Übergabe der Hamburger Flottille an die Reichskommissare Teichert und Moering am 14. Oktober 1848

Am 5. Oktober 1848 wurde er von der Provisorischen Zentralgewalt, die ihrerseits im Sommer 1848 von der Frankfurter Nationalversammlung installiert worden war, neben dem Österreicher Karl Moering zu einem der Reichskommissare für die Übernahme der „Hamburger Flottille“ in die Reichsflotte ernannt. Am 14. Oktober 1848 nahm der „Reichskommissär Major Teichert“ als einer der „Bevollmächtigten der deutschen Reichsgewalt“ bei einer „bedeutsamen Feier“ in einem „erhebenden feierlichen Akt“ im Hamburger Hafen, bei dem unter Salutschüssen und „unter jauchzendem Zuruf des versammelten Volkes“ die deutsche Flagge aufgezogen wurde, die ersten fünf Kriegsschiffe der Reichsflotte, darunter die Deutschland, in Empfang. Bei der Eidesleistung, die er den Marinesoldaten der Flottille abnahm, ermahnte er sie, „daß sie stets eingedenk sein mögen ihres Berufs, und in Treue und Liebe ihre Pflicht erfüllen sollen.“
Am 5. März 1849 brachte er als Berichterstatter einen „Bericht über einen dem Wehrausschusse der Nationalversammlung übergebenen Vorschlag zur Bildung eines Bürgerwehrvereins im Lahnthale“ ein. In dieser Vorlage, die auf einer vom Abgeordneten Carl Vogt übergebenen Petition samt Entwurf von Vereinsstatuten zur „Gründung eines ausgedehnten Wehrbundes“ beruhte, wurde der Nationalversammlung das Konzept der Überwindung der „Kluft zwischen Volk und Heer“ durch Verschmelzung beider zu einer „tüchtigen Volkswehr“ vorgestellt. In diesen Statuten findet sich der Begriff „Bundeswehr“ für die Volkswehr des Wehrbundes. Diese sollte im „Falle der Noth“ aus den Bürgerwehren der einander zum Beistand  verpflichteten Staaten gebildet werden. Teichert erklärte in seinem Bericht, dass der Ausschuss dieses Konzept allerdings nicht billige, weil zur Vermeidung von Machtmissbrauch die bewaffnete Macht immer unter der Kontrolle der gesetzlichen Regierung stehen müsse und die Einzelstaaten nach dem Entwurf einer deutschen Wehrverfassung, die der Ausschuss der Nationalversammlung als zweckmäßig empfohlen hatte, vorgesehen sei, dass die Organisation der Bürgerwehren der Gesetzgebung der Einzelstaaten überlassen bleiben sollte, zumal die Einzelstaaten besser eigenständig über deren Regelung entscheiden könnten. Die Nationalversammlung beschloss daraufhin unter der Erwägung, dass diese Frage in die Gesetzgebung der Einzelstaaten gehöre, zur Tagesordnung überzugehen. Teichert beteiligte sich außerdem an den Erörterungen zur Frage der Todesstrafe.
1849 kehrte Teichert in den preußischen Militärdienst zurück. In der Nationalversammlung folgte ihm am 24. Mai 1849 Johann Jacoby nach. Teichert wurde zum Oberstleutnant befördert und erhielt einen Posten im preußischen Kriegsministerium.

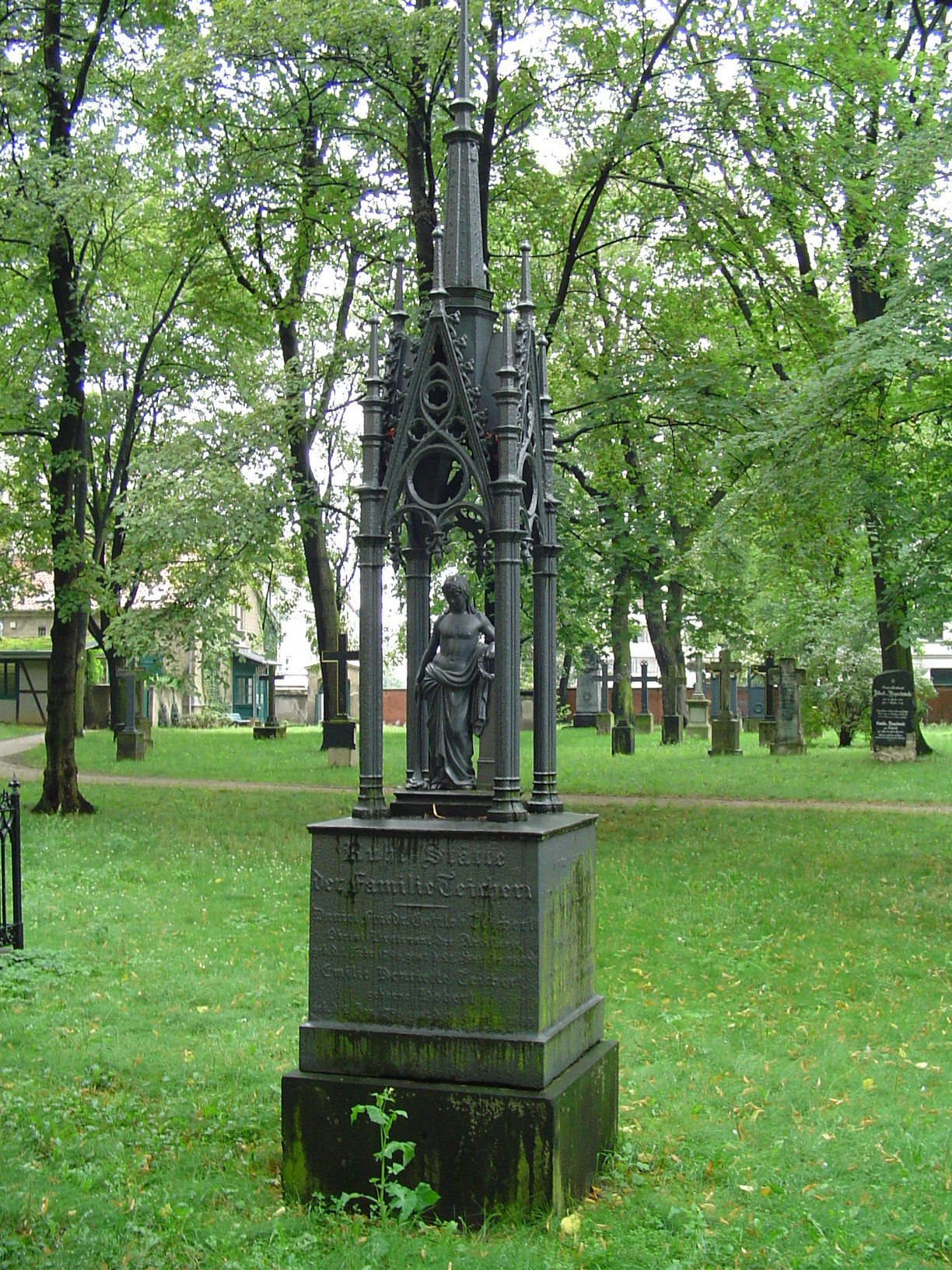
Grabmal der Familie Teichert auf dem Alten Garnisonfriedhof zu Berlin

1853 wurden Teichert, seine Frau und seine vier Kinder (Gustav, Emma, Anna und Hedwig) von einer Cholera-Infektion dahingerafft. Über dieses Ereignis wurde überörtlich berichtet. Teicherts Grabmal auf Feld V des Alten Garnisonfriedhofs zu Berlin ist ein gusseisernes Tabernakel nach einem neugotischen Entwurf des bekannten Architekten Karl Friedrich Schinkel. Der Baldachin des Grabmals überdacht die ursprünglich wohl vergoldete, ephebenhafte Figur eines Todesgenius.